# Парфюмерия

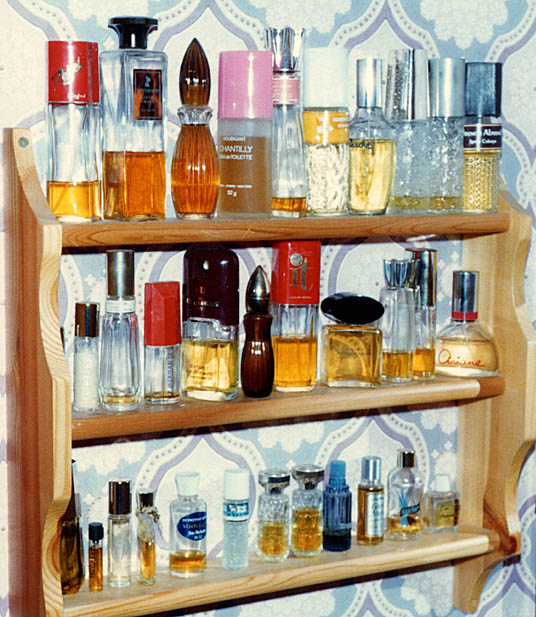
Марки парфюма в ассортименте

Парфюме́рия (фр. parfumerie «парфюмерная отрасль» ← parfumer «наполнять ароматом» ← fumer «дымить, окуривать») — совокупность изделий, применяемых для ароматизации тела человека, одежды, белья и воздуха в помещениях. Изначально понятие «парфюмерия» относилось к веществам, применяемым для благовонного окуривания воздуха, в том числе в религиозных культах (см. фимиам). Под парфюмерией также понимается отрасль производства, основанного на научных знаниях по сочетанию запахов.
Человек, профессионально занимающийся составлением парфюмерных композиций и разработкой ароматов называется парфюмером.
Парфюмерия несёт не только самостоятельное эстетическое значение (в духах, одеколонах и т. п.), но и является частью многих других товаров: косметических (лосьон, крем), средств личной гигиены (мыло, зубная паста) и бытовой химии (стиральный порошок, бытовые средства для мытья посуды, стёкол, сантехники).

## История
Парфюмерия, или искусство создания духов, берёт своё начало в древней Месопотамии и Египте; она была далее развита в Древнем Риме и Персии. В древнеегипетской мифологии богом благовоний считался Дедун. Для изготовления благовоний люди в древние времена использовали травы, цветки, а также специи, миндаль, кориандр, мирт, смолы хвойных деревьев, бергамот.
Первым химиком, чьё имя осталось в истории, была, по-видимому, женщина по имени Таппути — изготовительница духов; она упомянута на клинописной табличке второго тысячелетия до н. э. в Месопотамии. Она проводила многократную дистилляцию цветов, масел и аира с другими ароматическими веществами.
Известно, что парфюмерией пользовались в библейские времена — в Библии есть несколько упоминаний об использовании ароматических масел.
Хотя духи и парфюмерия также существовали в Индии, большая часть их ароматов были основаны на ладане. Самая ранняя дистилляция эфирного масла упомянута в тексте «Харшачарита», написанном в VII веке нашей эры в Северной Индии. Там же описывается использование ароматного масла орлиного дерева.
В 2003 году археологи обнаружили в Пиргосе (Греция) то, что, как полагают, является самыми старыми духами в мире — изготовлены они были более 4000 лет назад. Духи были обнаружены в древней парфюмерной мастерской. 60 находок, среди которых перегонные кубы, ёмкости для смешивания, трубки и флакончики духов были найдены в пределах мастерской площадью 4000 м².
Аравийский химик Аль-Кинди (Алкиндус) написал в IX веке книгу, посвящённую духам, которую назвал «Книга химии духов и дистилляции». Она содержит более ста рецептов ароматных масел, бальзамов, ароматических вод и имитаций дорогостоящих лекарств. Книга также описывает 107 методов и рецептов для создания духов и оборудование для производства парфюмерии — например, перегонного куба алембик, который всё ещё носит древнее арабское название.
Персидский врач и химик Авиценна (Ибн-Сина) занимался извлечением масел из цветов посредством дистилляции — процедура, наиболее обычно используемая сегодня. Поначалу он экспериментировал с розами. До его открытия жидкие духи были смесями масел и истолчённых трав или лепестков, которые давали сильный запах. Розовая вода была более тонка и немедленно стала популярной. И сырьё, и технологии дистилляции, сильно повлияли на западную парфюмерию и развитие науки, особенно химии.
Знание парфюмерии прибыло в Европу уже в XIV веке. Венгры были первыми, кто в конечном счёте начал производить первые современные духи. Сделанные из душистых масел в смеси с алкоголем, первые современные духи произведены в 1370 году для венгерской королевы Елизаветы и были известны всюду в Европе как «венгерская вода». Искусство парфюмерии процветало в эпоху Ренессанса в Италии, а в XVI веке итальянские продукты и разработки были вывезены во Францию личным парфюмером Екатерины Медичи Рене Флорентийцем. Его лаборатория была связана с её апартаментами секретным проходом, чтобы пресечь возможность выкрасть формулы. Вторым центром производства духов во Флоренции стала аптека Санта-Мария-Новелла, существующая с 1612 года по сей день. Франция быстро стала европейским центром парфюмерного и косметического производства. Выращивание цветов для парфюмерии, которое началось в XIV веке, превратилось в ведущую отрасль на юге Франции. К XVIII веку ароматические растения выращивались в окрестностях Граса, чтобы обеспечить сырьём растущую парфюмерную промышленность. Франция и сегодня остаётся центром производства парфюмерной продукции и торговли.

### В Российской империи
В Российской империи духи получили широкое распространение среди аристократии в XVIII веке.

#### Альфонс Ралле и Компания
В 1841 году в Москву приехали два французских купца — 22-летний Альфонс Ралле (фр. Alphonse Rallet) и 19-летний Жозеф Фредерик Дютфуа (фр. Joseph Frédéric Dutfoy). В 1843 году они основали фабрику «А. Ралле и Ко» (фр. A. Rallet et Cie). Компания стала первым полноценным парфюмерным производством в России: до её появления существовали только «помадные заведения» и лаборатории при аптеках, выпускавшие спиртовые эссенции, косметические мази и кремы.
Это было небольшое производство дорогостоящей косметики из французского сырья по рецептам иностранных парфюмеров. Продукция Ралле пользовалась популярностью: фабрика стала «Торговым домом А. Ралле» и расширилась до 22 строений. В 1855 году Торговый дом получил звание «поставщика Двора Его Императорского Величества». Продукция фирмы поставлялась также для монарших дворов Персии и Черногории.
В 1856—1857 годах Ралле продал долю в предприятии партнёру по бизнесу Эмилю Бодрану (фр. Emile Baudrant) с условием сохранения имени предприятия и вернулся во Францию. Формально управление новообразованным «Товариществом „А. Ралле и Ко“» взял на себя директорат во главе с директором-распорядителем Эдуардом Бо (фр. Edouard Beaux), отцом Эрнеста Бо, однако Дютфуа фактически управлял компанией до самой смерти в 1897 году.
Рост производства сделал целесообразным самостоятельное изготовление флаконов для выпускаемой парфюмерии. В 1864 году Дютфуа приобрёл земельный участок и к 1865 году построил на нём хрустально-стекольный завод. Помимо флаконов завод выпускал строительные, промышленные и аптекарские стекла, лампады, хрустальную посуду. Часть продукции сбывалась через магазины фирмы Дютфуа, главный из которых открылся на углу Маросейки и Златоустинского переулка. Развивая впоследствии парфюмерное производство, в 1899 году фирма Ралле возвела новый фабричный городок на участке напротив завода Дютфуа.
В 1896 году компания была приобретена французским парфюмером Леоном Шири. К 1900 году она заняла ведущие позиции на российском рынке духов, мыла и косметики.
С 1880 по 1913 год фирма создала 19 оригинальных ароматических композиций, включая наиболее известные: одеколон «Bouquet de Napoleon» и дамские духи «Bouquet de Catherine», создателем которых был Эрнест Бо. Когда российские активы Торгового дома «Alphonse Rallet & Co.» были национализированы в 1918 году, компания была восстановлена во Франции.
После национализации в 1918 году фабрика «Альфонс Ралле и Ко» получила первоначально название «Государственный мыловаренный завод № 4». В 1922 году завод был переименован в «Государственную мыльно-косметическая фабрику „Свобода“».

#### Фабрично-торговое общество братьев Крестовниковых
В 1855 году было основано «Фабрично-торговое общество братьев Крестовниковых» как свечное производство со строительством завода в Казани. Общество было создано братьями Валентином и Иосифом Крестовниковыми. С 1856 года завод начал выпускать твёрдое кусковое мыло, для производства которого был сооружён дополнительный корпус.
В 1861 году продукция завода завоевала большую золотую медаль «Вольного экономического общества» и серебряную медаль Министерства финансов России. После участия в Петербургской мануфактурной выставке того же года «Фабрично-торговое общество братьев Крестовниковых» получило звание «Поставщика двора Его императорского величества». Продукция завода была отмечена и другими наградами: почётный отзыв «Лондонской всемирной выставки» 1862 года, серебряная медаль «Парижской всемирной выставки» 1867 года, золотая медаль «Филадельфийской всемирной выставки» 1876 года, большая золотая медаль «Парижской всемирной выставки 1878 года», медали «Московской мануфактурной выставки» 1865 и 1882 годов и другие.
С ростом спроса товарищество постоянно расширяло коммерческую сеть, открыло собственные склады и торговые заведения во многих городах Российской империи: самой Казани, Москве, Екатеринбурге, Перми, Царицыне, Самаре, Саратове, Ростове-на-Дону, Одессе, Варшаве, Ташкенте, Самарканде и других. За границей товарищество действовало в Париже, Лондоне и Берлине.
В конце XIX — начале XX веков Казанский завод братьев Крестовниковых был одним из крупнейших предприятий в России в отрасли переработки жиров: к 1900 году здесь трудилось 2200 рабочих. Годовое производство составляло до 200 000 пудов различных сортов мыла — «казанского духового», мраморного, ядрового и глицеринового.
В 1910 году Казанский стеариново-химический и мыловаренный завод «Фабрично-торгового товарищества братьев Крестовниковых» выпустил 329 896 пудов мыла.
К 1914 году на долю фабрики приходилось двенадцатая часть всего российского производства мыла. С началом Первой мировой войны объём производства мыла начал расти и к 1916 году достиг 770 тысяч пудов, увеличившись в 1,5 раза по сравнению с довоенными годами, впервые превысив производство свечей и других видов продукции. В 1918 году Казанский завод, а также конторы и склады товарищества были национализированы.

#### Акционерное общество Санкт-Петербургская химическая лаборатория
В 1860 году французский гражданин купец 1-й гильдии провизор И. Ф. Каль открыл небольшое парфюмерного производство, которое носило название «Санкт-Петербургская химическая лаборатория». Мануфактура, где работало 13 человек, производила помаду, одеколон, ароматический уксус, душистые воды, одеколон и ряд других косметических изделий.
В 1872 году мануфактуру приобрёл купец 1-й гильдии француз Ж. Ф. Дютфуа, который уже владел несколькими парфюмерными магазинами. Он расширил и модернизировал производство.
К началу XX века председателем правления и директором-распорядителем компании состоял Е. И. Жибер и в это время мануфактура расширяла ассортимент выпускаемых косметических товаров и производила духи «Лесной ландыш» и «Красная гвоздика», «Тройной» одеколон.
Продукция компании «Санкт-Петербургская химическая лаборатория» пользовалась популярностью в России и за её пределами и неоднократно отмечалась наградами. В 1900 году её достижения отмечены золотой медалью «Всемирной выставки в Париже».
Позднее Акционерное общество «Санкт-Петербургская химическая лаборатория» было преобразовано в парфюмерную фабрику «Северное сияние».

#### Товарищество Брокар и Компания
Желая открыть «собственное дело», в 1863 году Анри Брокар за 25 тыс. франков продал французской фирме «Рур Бертран» своё открытие — новый способ изготовления концентрированных духов. На полученные средства 15 мая 1864 года Брокар открыл небольшое фабричное производство на территории бывшей конюшни домовладелицы Фаворской в Тёплом переулке в Москве. На предприятии работали сам Генрих Брокар (В России Анри Брокар стал носить имя Генрих Афанасьевич), его ученик Алексей Иванович Бурдаков и рабочий Герасим. Фабрика ежедневно производила 60—120 кусков мыла. Первым продуктом Брокара стало «Детское мыло». Фабрика на каждом куске делала оттиск буквы русского алфавита и желающие могли составить всю азбуку. На выпускаемое Брокаром мыло также были установлены невысокие цены, что сделало мыло популярным средством личной гигиены в самых отдалённых губерниях Российской империи. В работе Генриху Брокару активно помогала жена Шарлотта, а позднее — и выросшие дети.
Чтобы сделать выпускаемую продукцию ещё более доступной, Брокар создал мыло «Шаромъ» диаметром чуть более 4 см и стоимостью в 5 копеек. Позднее было создано мыло «Народное» ценою 1 копейка за кусок. В ассортименте выпускаемой продукции были «Мятное мыло», «Русское мыло», «Кокосовое мыло», «Глицериновое» и другие. Мыло «Огурец» подражало внешним видом настоящему овощу и пользовалось большой популярностью у потребителей. С 1865 года продукция фабрики Брокара участвовала в российских выставках.
В 1868 Брокар приобрёл паровую машину. Производство расширилось: были построены новые цеха. В 1871 году Генрих Брокар на паях с купцом Василием Германом основал «Торговый дом Брокар и Компания».
Получив две награды на всероссийских выставках и почётный диплом выставки в Филадельфии, фирма «Брокар и Ко» удостоилась звания поставщика великой княгини Марии Александровны, герцогини Эдинбургской, с правом «употреблять на вывеске вензелевое изображение имени Её Императорского Высочества». В 1872 году фирма открыла в Москве свой первый магазин, в 1878 году — второй.
С конца 1870-х годов Брокар начал выпуск недорогих парфюмерных наборов, которые с момента появления стали чрезвычайно популярны среди покупательниц. В набор входили мыло, помада, одеколон, духи, саше.
В 1878 году на всемирной выставке в Париже продукция компании удостоилась бронзовой медали. В 1882 году «Торговый дом Брокар и Ко» на Промышленно-художественной выставке в Москве представил изобретённый Брокаром «Цветочный одеколон». В павильоне работал фонтан, наполненный новым одеколоном. Продукция товарищества была удостоена золотой медали выставки.
В 1893 году единоличными хозяевами фабрики и магазинов стало семейство Брокаров и фирма была переименована в «товарищество „Брокар и Компания“».
К началу XX века московская фабрика Брокара стала крупнейшей в Европе, поставляя на внешний и внутренний рынки широкий ассортимент парфюмерной продукции.
После смерти Генриха Брокара в 1900 году дело продолжили его жена, сыновья и дочь. В 1913 году товарищество «Брокар и Ко» удостоилось звания «поставщика двора Его Императорского Величества». Выпущенный к трёхсотлетию Дома Романовых аромат «Любимый букет императрицы» оказался чрезвычайно удачным и неоднократно завоёвывал первые места на выставках за рубежом.
После 1917 года, с установлением советской власти в России, производство и магазины товарищества «Брокар и Компания» были национализированы. Московская фабрика Брокара получила новое название — «Замоскворецкий парфюмерно-мыловарный комбинат № 5». В 1922 году фабрика была переименована и стала носить название «Новая заря».
Духи «Букет императрицы» получили новое название — «Красная Москва» — и были очень популярны в СССР и за его пределами.

#### Фабрика «Виктория Регина»
В 1876 году французский подданный Эмиль Бодло (1838—1916) открыл в Москве парфюмерную фабрику «Виктория Регина», которая производила одеколоны, духи, туалетное мыло, пудру. Наиболее известными товарами фабрики были пудра «Царевна-лебедь» и одеколон «Лила Флери». В 1919 году фабрика была национализирована. Позднее она несколько раз меняла своё название: «Мак», «Московская парфюмерная фабрика № 3», «Московская косметическая фабрика „Рассвет“». Ещё позже фабрика вошла в состав косметического объединения «Свобода». Ассортимент продукции, выпускаемой на фабрике менялся, постоянно расширяясь и обновляясь. C 1977 года при участии с французских парфюмеров на фабрике начался выпуск твёрдых духов и декоративной косметики «Елена». В 1992 году фабрика «Рассвет» вышла из состава объединения «Свобода» и стала носить название «Московская косметическая фабрика „Рассвет“».

#### Торговый дом «Семейство Сиу и Компания»
В 1850-х годах в Москву приехал француз Адольф Сиу, где стал трудился на одной из парфюмерных фабрик. В 1855 году Сиу с супругой Эжени он открыл небольшую кондитерскую. Дела шли успешно и, расширив дело и накопив капитал, параллельно с выпуском кондитерских изделий Сиу стал производителем элитной парфюмерии, сохраняя при этом невысокую цену на продукт. Адольф Сиу создал собственную гамму лёгких холодных и нежных ароматов, которые нравились дамам с изысканным вкусом. Из наиболее известных были духи «Снегурочка», «Свежее сено», «Неподражаемые», «Идеал», «Запах женщины» одеколон «Цветочный». Популярностью пользовалось также туалетное мыло «Шипръ».
В 1884 году предприятие Сиу перешло к его сыновьям. Вместе с кузеном они зарегистрировали Торговый дом «Семейство Сиу и Компания» («С. Сиу и К°.». Была построена новая современная фабрика. К 1916 году компания уже имела 50 производственных корпусов и 1600 рабочих. Помимо кондитерского производства продолжился выпуск парфюмерии. В начале XX века Сиу выпускали более 120 разновидностей духов и около 40 видов одеколона. Для популярного аромата готовили целую серию — духи, одеколон, пудру, мыло.
Парфюмерия Сиу с успехом продавалась не только а России, но и за рубежом. Представительства и магазины Сиу были открыты в Санкт-Петербурге, Киеве, Варшаве и других городах. Через Нижегородскую ярмарку оптовые поставки осуществлялись в Персию и Китай. В годы Первой мировой войны для нужд армии выпускались одеколоны и гигиенические средства.
1918 году фабрику национализировали. Семейство Сиу выехало во Францию, а национализированное производство получило название Кондитерское предприятие № 3. В 1920 году фабрике присвоили название «Большевик», где в годы НЭПа возобновился выпуск парфюмерии по старой рецептуре. С 1927 года «Большевик» специализируется только на кондитерских изделиях.

#### Завод гарного масла купца Персица
В 1893 году московский купец первой гильдии Зелик Мордухович Персиц построил в Нижнем Новгороде небольшой завод по производству гарного масла. Спустя три года маслобойно-химический завод производил растительное масло и вазелин. Он стал первым в России производством по переработке масла хлопкового семени.
В 1905 году, впервые в России, на заводе была организована выработка технического мыла. В 1907 году был построен нефтеперегонный цех, где выпускались керосин, соляровое, веретённое, машинное и различные парфюмерные масла. В 1909 году было создано промышленное производство по переработке жидких растительных масел в твёрдые жиры по технологии гидрогенизации.
После революции 1917 года завод был национализирован и в 1934 году получил название «Горьковский жиркомбинат имени С. М. Кирова», где начался выпуск туалетного мыла «Банное». В годы Второй мировой войны комбинат выпускал хозяйственное мыло. В 1949 году на комбинате был введён в эксплуатацию маргариновый завод. В 1977 году был построен цех по производству туалетного мыла различных видов. В 1979 году было введено в эксплуатацию производство пищевых поверхностно-активных веществ.
К 2010-м годам группа компаний «Нижегородский масложировой комбинат» объединяла 14 предприятий, расположенных в различных регионах России. В их число входил Урюпинский маслоэкстракционный завод в Волгоградской области. Предприятие было основано в 1914 году как маслобойка купца И. С. Крысина. В настоящее время производит продукцию для предприятий пищевой, парфюмерной, фармацевтической и химической отраслей.

#### Ганусовый завод купца Габеркорна
В 1897 году рижский купец Габеркорн основал в селе Алексеевке (с 1954 года — город в Белгородской области России) завод по переработке эфирных масел — прежде всего, аниса и кориандра («ганусовый завод»). Позднее завод выпускал парфюмерную продукцию. После 1917 года был национализирован и получил название «Производственное объединение „Эфирное“». Выпускал малыми партиями парфюмерно-косметические изделия, синтетические душистые вещества и эфирные масла. В 1994 году был приватизирован и с 1996 года основной отраслью его производства стала пищевая продукция.

#### Эрнест Бо и Компания
В 1908 году парфюмер Эрнест Бо зарегистрировал собственную торговую компанию «Эрнест Бо и К°» для продажи товаров фирмы «Эскулап и Меркурий». Сотрудничая с «Alphonse Rallet & Co.», в 1912 году Эрнест Бо создал одеколон «Bouquet de Napoleon», который принёс фирме большой коммерческий успех. Через год на российский рынок вышли его дамские духи «Bouquet de Catherine», также получившие признание среди потребителей.

#### Филиал фирмы Франсуа Коти
В 1910—1917 годах в Москве осуществлял торговлю филиал парижской фирмы известного парфюмера и промышленника Франсуа Коти. В 1918 году парфюмерное производство и торговля в России были национализированы.

### В Советском Союзе
До 1925 года более 80 % натуральных эфирных масел и синтетических душистых веществ ввозилось в СССР из-за границы. Общий промышленный рост тех лет повлиял на интенсивность развития и парфюмерной промышленности. Встал вопрос о создании собственной сырьевой базы как натуральных, так и синтетических, душистых веществ. С 1921 года советское эфиромасличное производство начало развиваться в двух направлениях: путём увеличения посевных площадей сырьевых культур и расширения их видов. На протяжении долгого времени страна ввозила импортные эфирные масла: например, розовое масло поступало из Болгарии. В 1932 было положено начало масштабному производству сырья для парфюмерной промышленности. Толчком к развитию промышленного синтеза душистых веществ стал процесс синтезирования аромата ванилина. Компоненты многих эфирных масел были выделены в чистом виде советскими и зарубежными учёными.
В дальнейшем потребность в синтетических душистых веществах привела к организации крупного производства. В 1947 году была запущена первая очередь Калужского комбината — самого мощного предприятия по выпуску синтетических душистых веществ в СССР. Другими поставщиками синтетических душистых веществ являлись заводы «Сложные эфиры», Московский синтетический завод и Ленинградский завод синтетической ароматики («Ленаромат»).
К 1955 году, вместе с интенсивным развитием эфиромасличной промышленности в СССР, значительно сократилось потребление импортных эфирных масел и синтетических душистых веществ. На юге страны — в Крыму и на Кавказе — были значительно расширены площади посевов новых эфиромасличных культур, таких как кориандр, герань, лаванда, мускатный шалфей, розмарин. Они же служили сырьевой базой для получения синтетических душистых веществ. Так, например, кориандровое масло является сырьём для получения цитраля, метилионона, иралии, линалилацетата, гидрооксицитронеллаля, цитронеллола, гераниола, нерола и других.
К середине 1970-х годов в парфюмерно-косметической, мыловаренной и пищевой отраслях применялось уже около 80 % синтетических душистых веществ. Советскими учёными было синтезировано большое количество душистых веществ — как имеющих аналоги в природе, так и не встречающихся в ней. Было организовано производство не только существующих ароматических веществ, выпускаемых зарубежными фирмами, но и совершенно новых душистых веществ, таких как тибетолид, мустен, сангалидол, мирценоль и многие другие, что давало возможность заменять натуральные душистые вещества (например, санталидол заменяет сандаловое масло) и повышать качество выпускаемой продукции.
В 1991 году Союз Советских Социалистических Республик прекратил своё существование и в условиях тяжёлого экономического кризиса парфюмерная промышленность России претерпела значительные изменения: многие производства закрылись, а немногие оставшиеся резко сократили объёмы производства и ассортимент.

### В Российской Федерации
Появление на внутреннем рынке Российской Федерации широкой линейки разнообразного парфюмерного продукта от мировых производителей в значительной степени обострило конкуренцию, что заставляет российские бренды проводить глубокую модернизацию и поиск своей рыночной ниши.
На нынешнем этапе истории говорить о российской парфюмерной промышленности как о многопрофильной отрасли преждевременно, хотя есть предпосылки для её восстановления. Большое влияние на отрасль влияет импорт, который определяет ценовую политику.
В июне 2024 года член правления Российской парфюмерно-косметической ассоциации Анна Дычева-Смирнова сообщила, что доля российских парфюмерно-косметических на внутреннем рынке превысила 40 %. По информации заместителя главы Министерства промышленности и торговли Михаила Юрина, потребление отечественной продукции с 2022 года выросло на 19 %. В отрасли работают около 600 компаний, из них 30 — крупные и средние.

#### Крупные российские фирмы
- Весна
- Калина
- Невская косметика
- Нижегородский масложировой комбинат
- Новая заря
- Нэфис
- Рассвет
- Свобода
- Brocard Group
- Faberlic
- Guy Alari
- Loren Cosmetic

#### Объёмы производства
Количество флаконов в год:
- 2021 — 77,9 млн.
- 2022 — 67,7 млн.
- 2023 — 90,4 млн[20].

## Классификация
По консистенции
- Жидкие
  - На спиртовой и водно-спиртовой основе (основная группа)[22]:
    - Духи (фр. parfum, extrait) — содержат не менее 10—30 % душистых веществ (по массе). Стойкость (продолжительность действия) духов — 5-10 часов[23].
    - Парфюмерная вода (eau de parfum) — 10 %. Стойкость — 3-5 часов[23].
    - Туалетная вода (eau de toilette) — не менее 4,0 %[22]. Стойкость — 2-3 часа[23].
    - Одеколон (eau de Cologne) — не менее 1,5 %[22].
    - Душистая вода (eau parfumée) — не менее 1,0 %[22].
    - Туалетный уксус (vinaigre de toilette).

  - На масляной основе: масляные духи.
- Твёрдые: твёрдый дезодорант, твёрдые духи, курительные свечи.
- Порошкообразные: саше (сухие духи для ароматизации белья).
- Газообразные (аэрозоли): дезодорант, освежитель воздуха.

Особое место в парфюмерии занимают освежители воздуха, которые выпускаются в виде аэрозолей и других форм выпуска.
По половозрастному признакумужские, женские, универсальные (унисекс) и детские.
По сегментам рынка
- Масс-маркет, бюджетная парфюмерия — самый дешёвый и доступный парфюм.
- Люксовая парфюмерия — популярный дорогой парфюм.
- Нишевая парфюмерия — дорогой парфюм с необычными ароматами[24].

### По семейству аромата
Классическая французская классификация
- Цветочные[26] — нероли, роза, фрезия, ирис, фиалка, пион, франжипани, магнолия, гелиотроп, лотос, кувшинка, гиацинт, османтус, мимоза, орхидея, гвоздика, сирень, дурман, герань.
- Древесные[27] — сандал, уд, кедр, можжевельник, сосна, берёза, кипарис, махагони, хиноки, дуб.
- Кожаные[28].
- Фужерные[29] — кумарин, лаванда, мох, салицилаты.
- Цитрусовые (эсперидные)[30] — апельсин, грейпфрут, лимон, мандарин, хассаку, цедрат, юзу.
- Шипровые[31].
- Восточные (ориентальные)[32] — пачули.

Расширенная классификация
- Зелёные[34] — конопля, полынь, амбретта, ревень, папирус, дягиль, папоротник, кактус, давана, плющ, хмель, сельдерей, агава.
- Альдегидные[35] — шампанское, ром, кока-кола, пиво.
- Фруктовые[36] — груша, слива, личи, айва, киви, нектарин.
- Акватические[37].
  - Морские[38] — лаванда, мята.
- Амбровые[39].
- Ароматические[40] — душистые травы, пряная зелень: базилик, розмарин, шалфей, тархун, мята, лаванда, лемонграсс, мелисса, лист томата, фенхель, камфара, орегано, чабрец.
- Бальзамические[41] — бензойная смола, ладан, мирра, опопанакс, толуанский бальзам.
- Гурманские — карамель, мёд, сладости, кондитерские изделия, ваниль, выпечка и другая еда. Первым ароматом этого семейства принято считать парфюмерную воду Angel от модного дома Тьери Мюглера, выпущенную в 1992 году[42].
  - Сладкие[43].
- Животные[44].
- Минеральные[45].
- Мускусные[46].
- Пряные[47] — корица, анис, кориандр, имбирь.
- Пудровые — пудра, румяна, помада[48].
- Хвойные[49] — ель.

## Описание
Типы парфюмерной продукции отражают концентрацию соединений ароматического ряда в растворителе, который в аромате является обычно этанолом или соединением воды и этанола. Различные источники отличаются в определениях типов духов. Одна парфюмерная формула может содержать в себе сотню элементов — как натуральных, так и синтетических. Именно их сочетание и дозировка влияют на конечный результат; влияет и качество используемого сырья.
Обычно парфюмерные изделия представляют собой жидкие растворы. Растворителями могут быть спирт, смесь спирта и воды, дипропиленгликоль и другие жидкости. Ароматические вещества могут быть как натурального происхождения (эфирные масла), так и искусственного (синтетические ароматизаторы, например, ванилин).
Процесс создания духов и одеколонов одинаков, различия заключаются в процентном соотношении ароматических веществ. Одеколоны представляют собой водно-спиртовые растворы с меньшей концентрацией душистых веществ, так как они предназначены и для освежения и дезинфекции кожи. В духах содержится больший процент парфюмерных композиций.
Кроме самого обычного растворителя для парфюмерных масел — этанола или смеси этанола и воды, могут также быть использованы нейтрально пахнущие масла типа очищенного кокосового масла, или жидких восков наподобие масла жожоба. Спирт для производства парфюмерии используется только самой высшей очистки — двойной ректификации. Он чище того, из которого производятся ликёро-водочные изделия.
Интенсивность и долговечность духов основывается на концентрации, интенсивности и долговечности соединений ароматического ряда используемых ароматов. Различные парфюмерные продукты содержат различные количества масел, поэтому, хотя концентрация масел в «Eau de Parfum» (EdP) обязательно будет выше, чем в «Eau de Toilette» (EdT), внутри диапазона фактические количества могут измениться между отдельными продуктами. EdT от одного производителя может быть более силён, чем EdP от другого.

Кроме того, некоторые ароматы с одинаковым названием, но наличием различного названия концентрации не могут только отличаться по их концентрациям, а фактически используют различные смеси ароматических соединений в целом. Например, чтобы сделать EdT-версию аромата более яркой и свежей, чем его EdP-версия, состав EdT нужно изменить так, чтобы он содержал немного больше верхних нот и/или меньше базовых. В некоторых случаях слова наподобие «extrême», «intense» или «concentrée», которые могли бы указывать ароматическую концентрацию, обозначают другие ароматы, которые имеет отношение к базовому только из-за подобия ароматического аккорда. Примером этого является «Pour Monsieur» от «Chanel» и «Pour Monsieur Concentrée».
«Парфюмерия — то творчество, где главный результат по определению должен покинуть нас навсегда, оставив на память лишь упаковку. Наследие художника — картины, скульптора — скульптуры, композитора — партитуры. И даже „рукописи не горят“. Здесь же аромат совершил своё волшебство и исчез. А если что осталось во флаконе, то окислилось, стало маслами, изменилось до полной неузнаваемости. Как описать парфюмерию прошлого, будь то „Любимый букет императрицы“ или „Нильская лилия“, или довоенная „Манон“, если ты не знал аромата в период его жизни? Если перед тобой пустой флакон, кем-то старательно отмытый? Даже если флакон содержит остаточные масла? Только опираясь на чьи-то описания, воспоминания, отзывы, каталоги да рекламу. Конечно, знающий парфюмер, как музыкант партитуру, возможно, „прочтёт“ аромат по прописи, поймёт состав и утративших годность духов, но обычный читатель на это вряд ли способен».

## Состав парфюмерных композиций
Для приготовления парфюмерных композиций используется более трёхсот натуральных и синтетических душистых веществ, получаемых из растительного, животного и химического сырья.
В среднем, в состав композиции входит от 15 до 60 и более различных душистых веществ. Обычно композиция составляет 10-25 % от массы духов, в некоторых духах — до 50 %.

### Душистые вещества

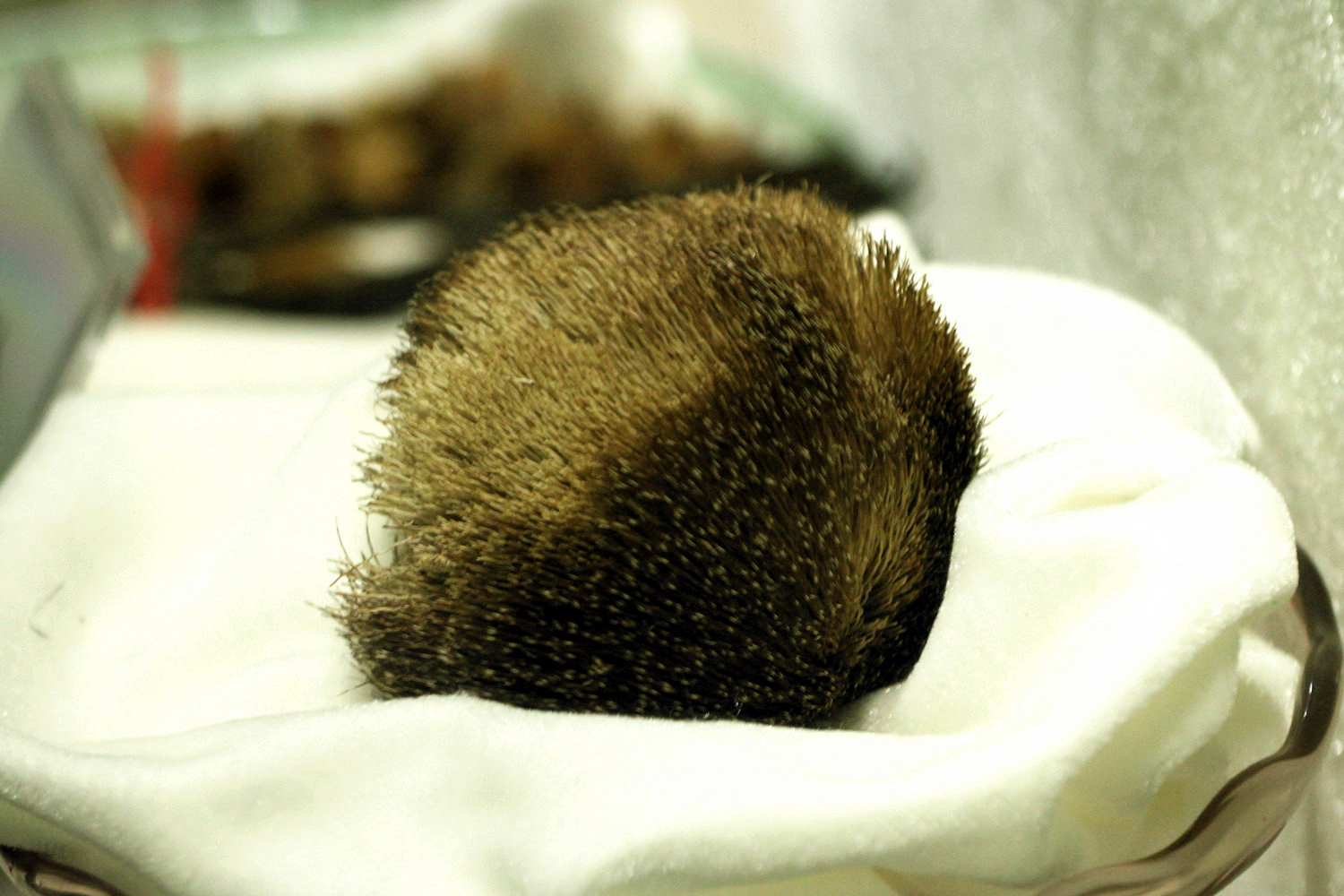
Добыча мускуса у кабарги привела к высокой угрозе исчезновения вида

Сырьём для душистых веществ растительного происхождения служат, прежде всего, лепестки цветков, плоды, листья, корни растений эфироносов. Из них путём паровой перегонки и экстракции получают эфирные масла или при дальнейшем сгущении «цветочную помаду». Розовое, кориандровое, сандаловое масло применяются как самостоятельные душистые вещества. Листья пачули, семена кориандра, дубовый мох применяются в виде настоев. Как правило, вещества растительного происхождения составляют основную ароматическую массу духов.
Душистые вещества животного происхождения используются только в виде настоев для фиксации аромата. К ним относятся амбра, мускус, кастореум и цибетин.
Сырьё животного происхождения дороже других компонентов, но именно его наличие или отсутствие определяет уровень качества духов.
Из веществ растительного происхождения химическим путём изготовляют синтетические душистые вещества. В качестве сырья для их получения используются, например, кориандровое, сассафрасовое, анисовое масло. Это позволяет получать ароматы, не имеющие аналогов в природе.

### Аромат
По характеру запаха:
- Цветочные духи имитируют запах цветков одного или нескольких растений.
- Духи, созданные фантазией парфюмеров.

По силе запаха:
- Духи с лёгким нежным запахом.
- Духи с сильным запахом.

### Парфюмерные композиции

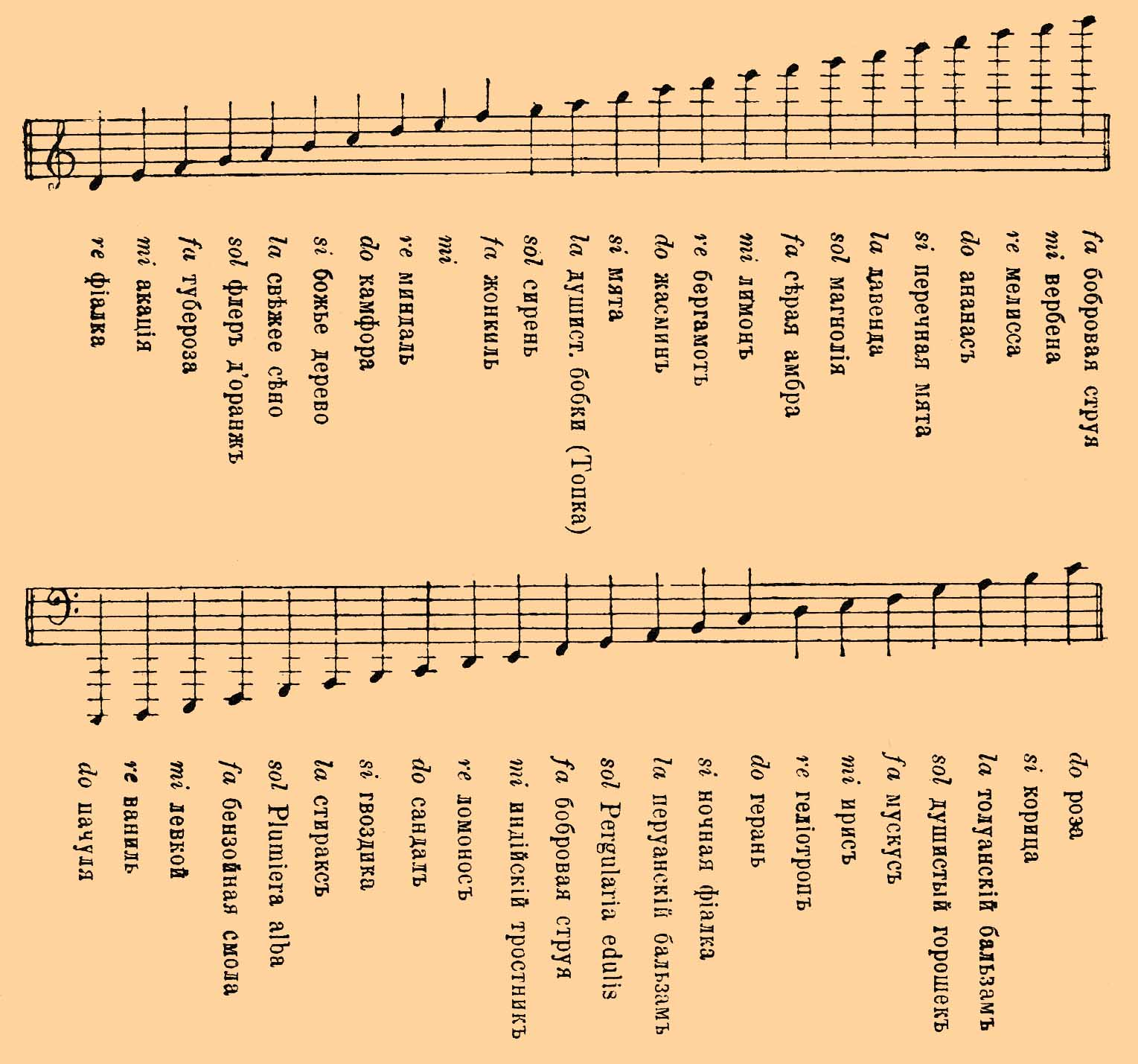
Рисунок из статьи «Духи» в «ЭСБЕ»

Классические парфюмерные композиции составляются по принципу триады: «начальная нота», «нота сердца» и «конечная нота». На протяжении определённого времени эти три ноты сменяют друг друга, и характер аромата меняется — иногда говорят, что аромат «раскрывается».
«Начальная нота», или «голова» аромата проявляется сразу после нанесения духов и сохраняется в чистом виде примерно на 10 минут. Начальная нота состоит из быстро испаряющихся парфюмерных материалов, например, цитрусовых и травяных нот.
Примерно через 30 минут наступает время «ноты сердца», которая остаётся на коже на несколько часов. Это основной и характеризующий запах. Эта нота составляется из материалов сравнительно медленного испарения, которые смешиваются в композиции, дополняя и оттеняя друг друга.
Через 12 часов остаётся «конечная нота», или «базовая нота», которую иногда называют «шлейфом» аромата. Он уже не изменится, пока не исчезнет аромат. Базовая нота парфюма определяется веществами с самым низким уровнем испарения, которые остаются на коже дольше всего. Одежда, особенно шерстяная, на которую попали капельки духов, может иногда сохранять аромат базовой ноты несколько месяцев.

## Производство

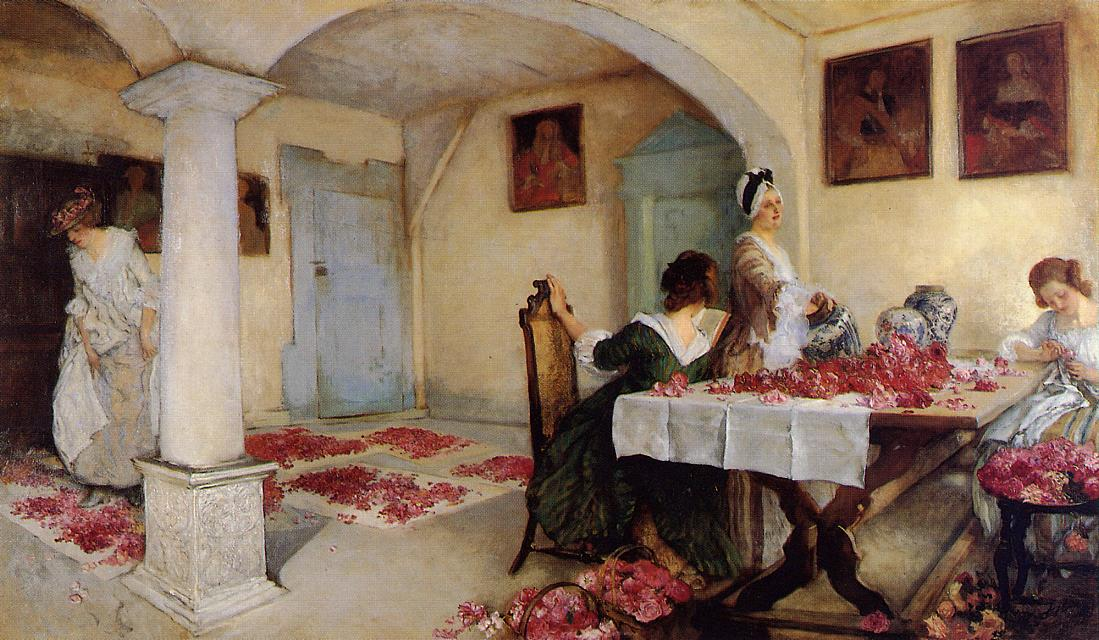
Эдвин Остин Эбби — Ароматическая смесь (1899)

Существует два основных вида получения эфирных масел — это дистилляция (процесс паровой перегонки) и анфлераж (процесс, основанный на впитывающих свойствах жиров).
При дистилляции эфирные масла испаряются при определённой температуре и конденсируются в ёмкость вместе с водой, но из-за низкой плотности они оказываются на поверхности. После чего масла просто собирают.
Анфлераж основан на сублимации твёрдых тел. Для выделения ароматических веществ используют очищенный жир (животный, кокосовое и пальмовое масла). Жир впитывает пары масел, а затем с помощью все той же перегонки, их отделяют. Этот процесс хорош тем, что можно извлечь эфирные масла, не подвергая сами растения или предметы, с которого получают запах, термической обработке.
Кристаллические душистые вещества предварительно растворяют в спирте или в одном из жидких труднолетучих компонентов.
В зависимости от вида сырья, процесс экстрагирования душистых веществ длится от нескольких часов до 1 года. Для более полного извлечения душистых веществ сырьё обрабатывают спиртом 2-3 раза.

## Музеи парфюмерии
- Московский Музей Парфюмерии[52]
- Петербургский Музей Парфюмерии[53]
- El Museo del Perfume (Барселона, Испания)[54]
- Duftmuseum im Farina-Haus (Кёльн, Германия)[55]
- Museo del Perfume (Андорра)[56]
- Музеи парфюмерии во Франции:
  - Завод и музей Фрагонар в Грасе (Parfumerie Fragonard) и Дом Фрагонара (Musée Fragonard)[57]
  - Musee International de la Parfumerie (Грас)[58]
  - Парижский Музей Парфюмерии фабрики Fragonard[59]
  - Завод и музей Молинар в Грасе[60]
  - Завод и музей Галимар в Эз[61]
  - Le Grand musée du Parfum (Большой музей парфюмерии)[62]

## Реклама парфюмерии

### Рекламный плакат

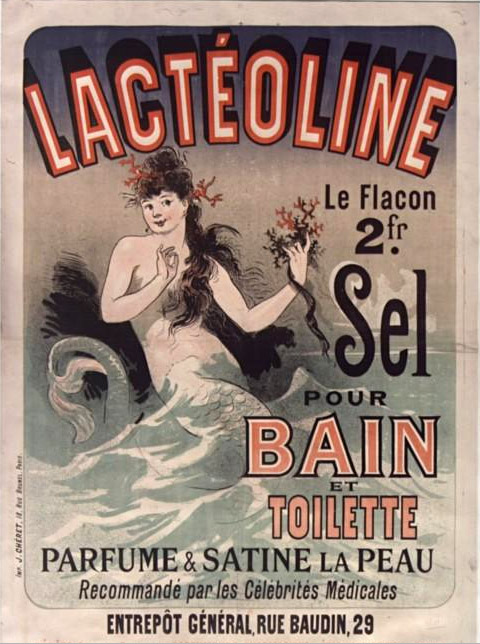
Реклама соли для ванн, Франция. Жюль Шере, 1881
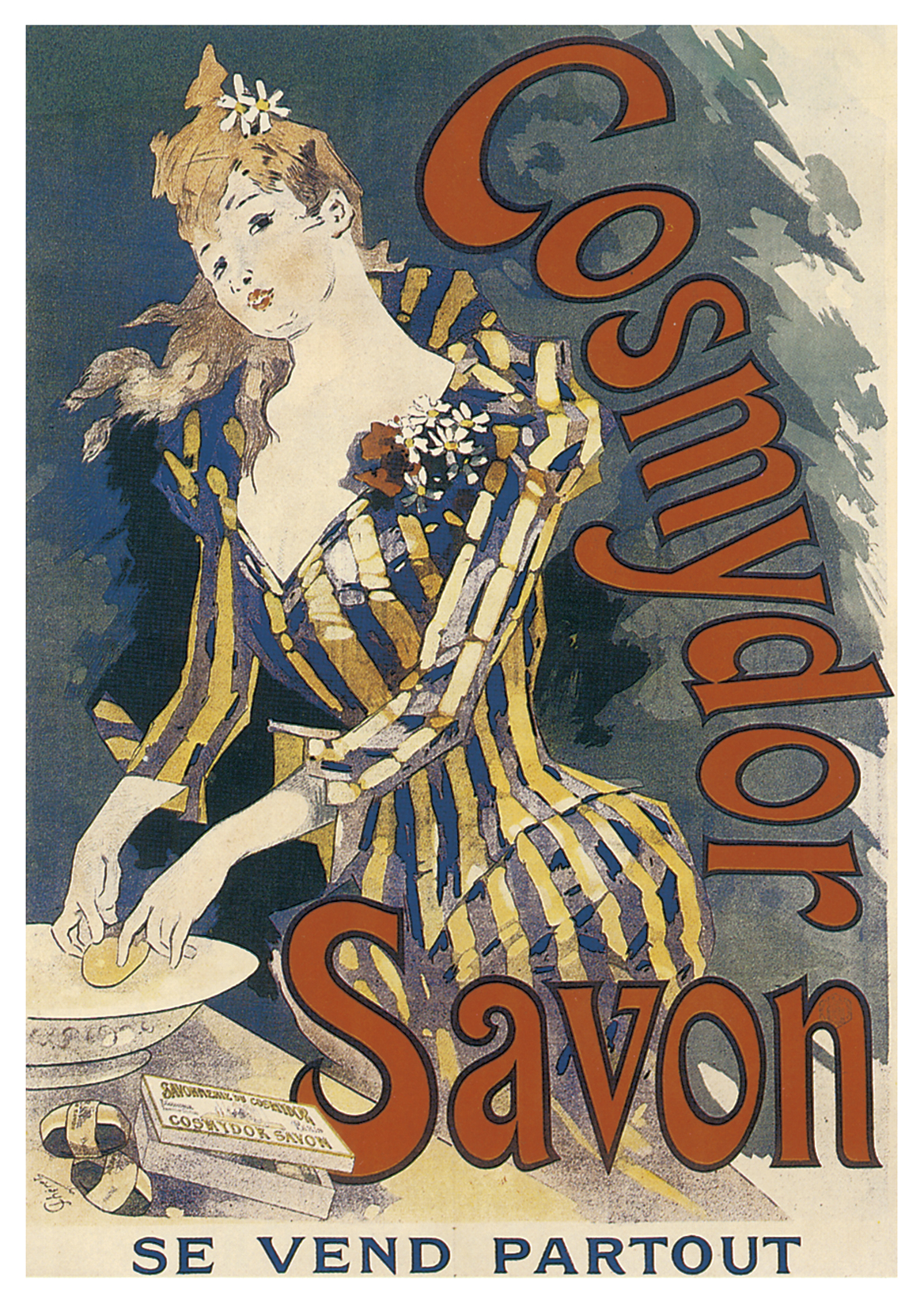
Реклама мыла, Франция. Жюль Шере, 1891
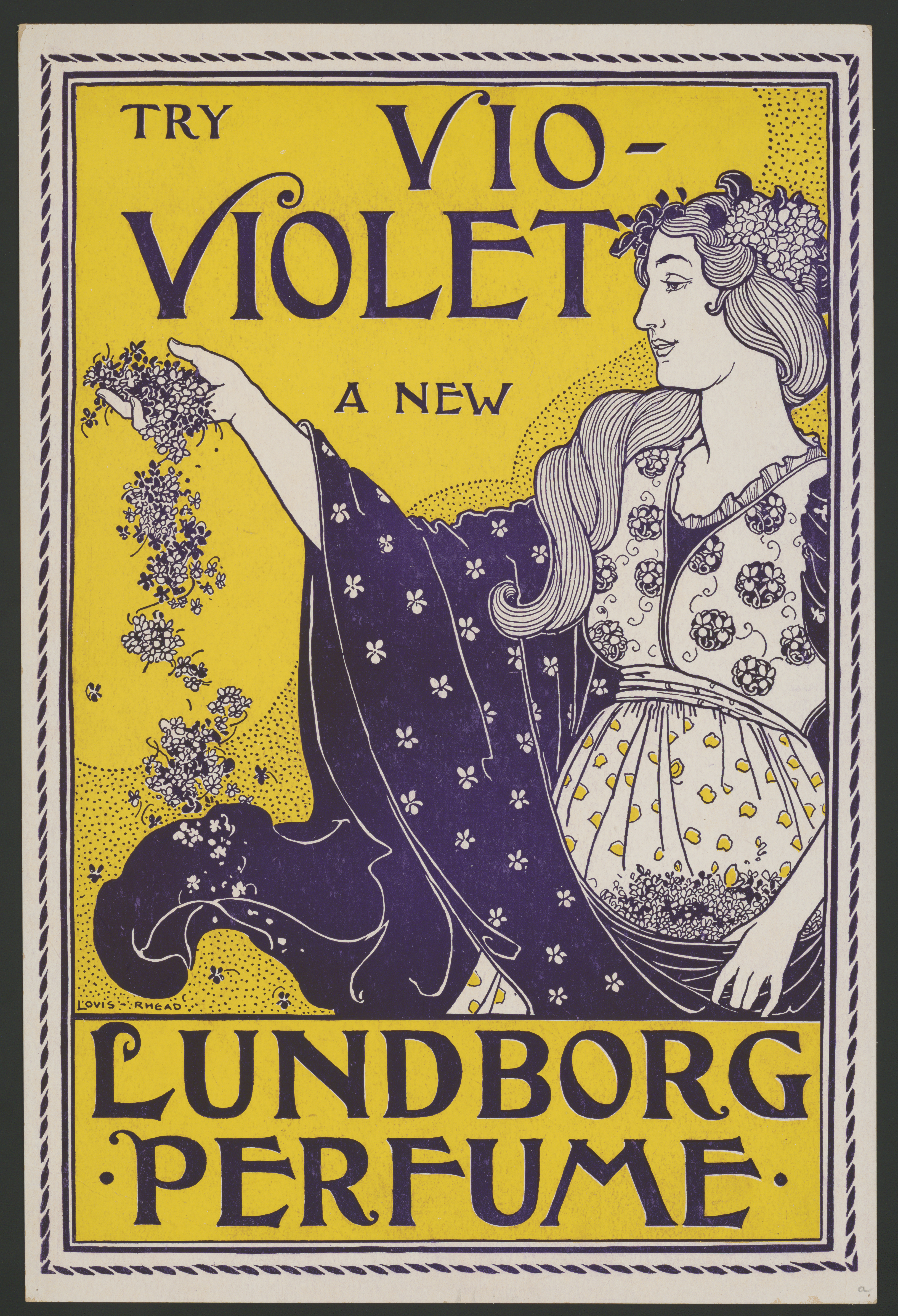
Реклама нового парфюма, Англия. Луис Рхед, 1895
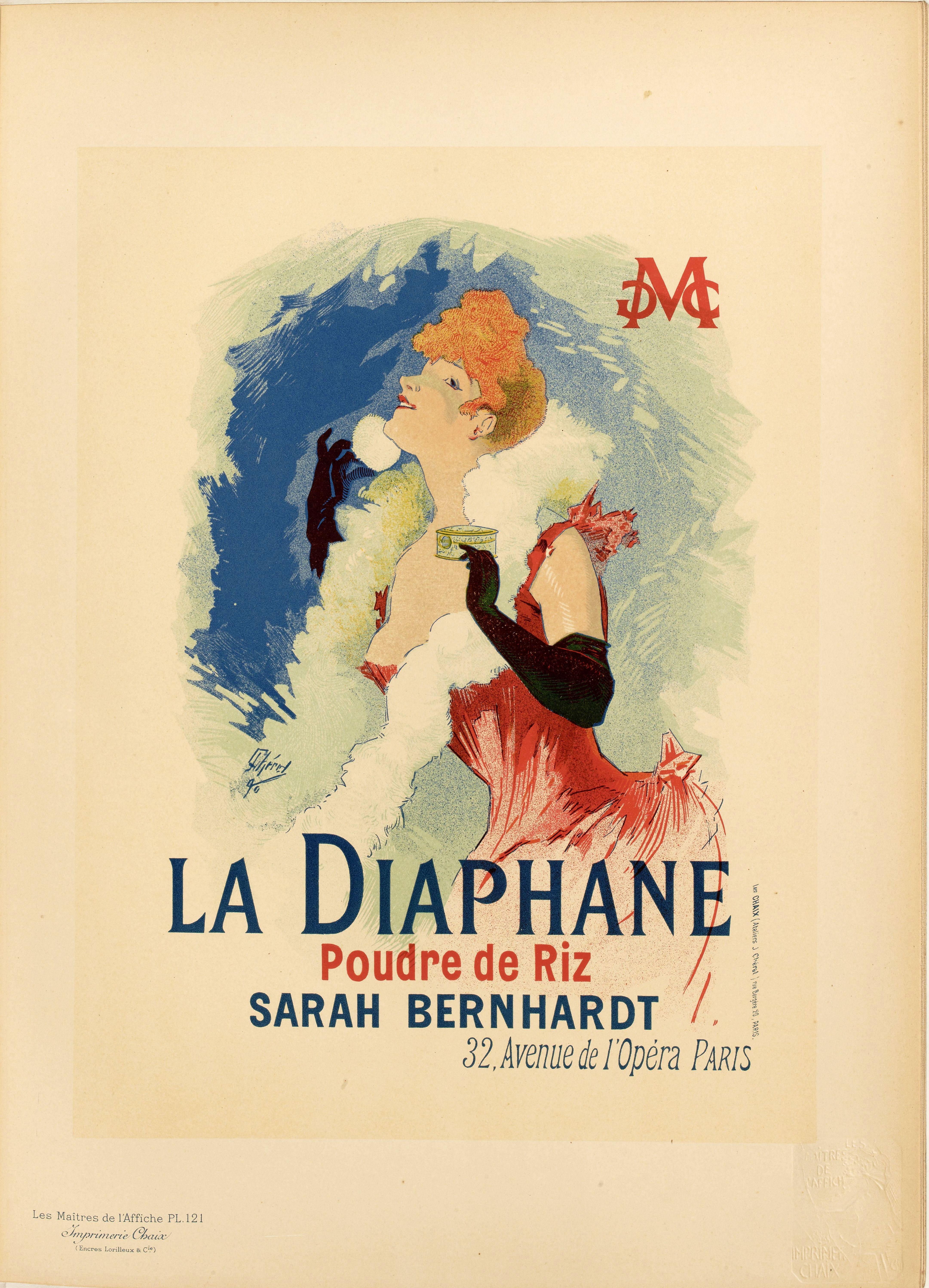
Реклама пудры, Франция. Жюль Шере, 1895
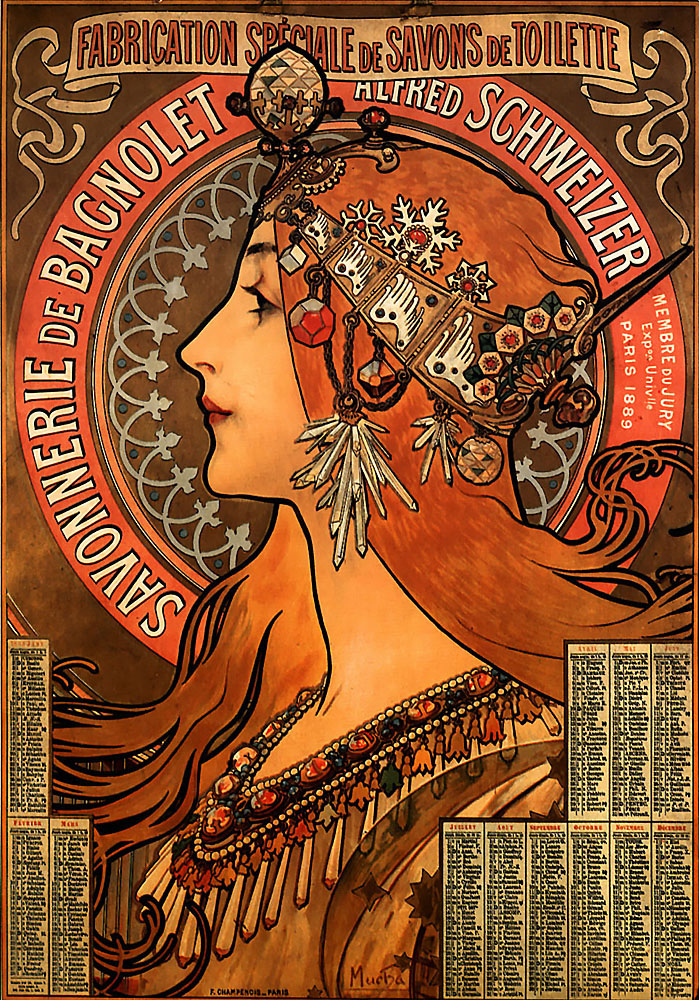
Реклама продукции мыловаренного завода, Франция. Альфонс Муха, 1897
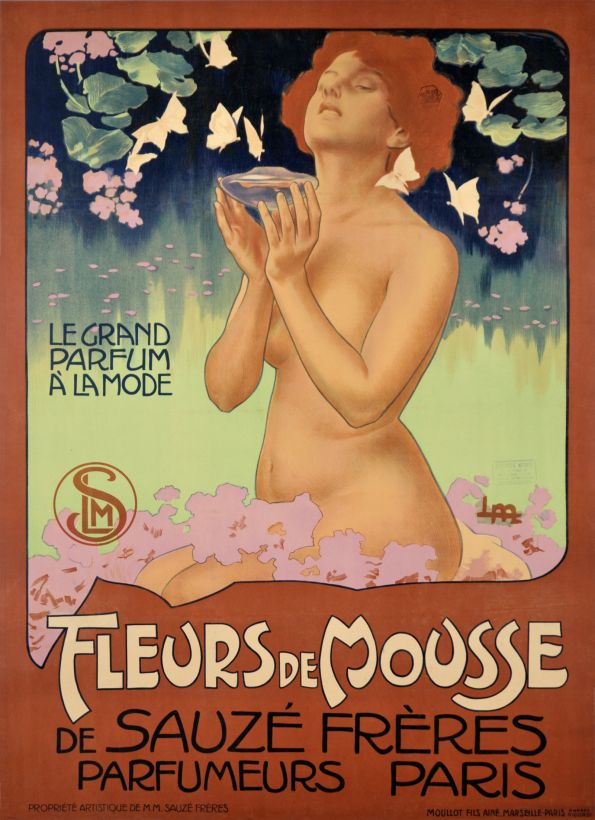
Реклама парфюмерии, Франция. Леопольд Метликовиц, 1898
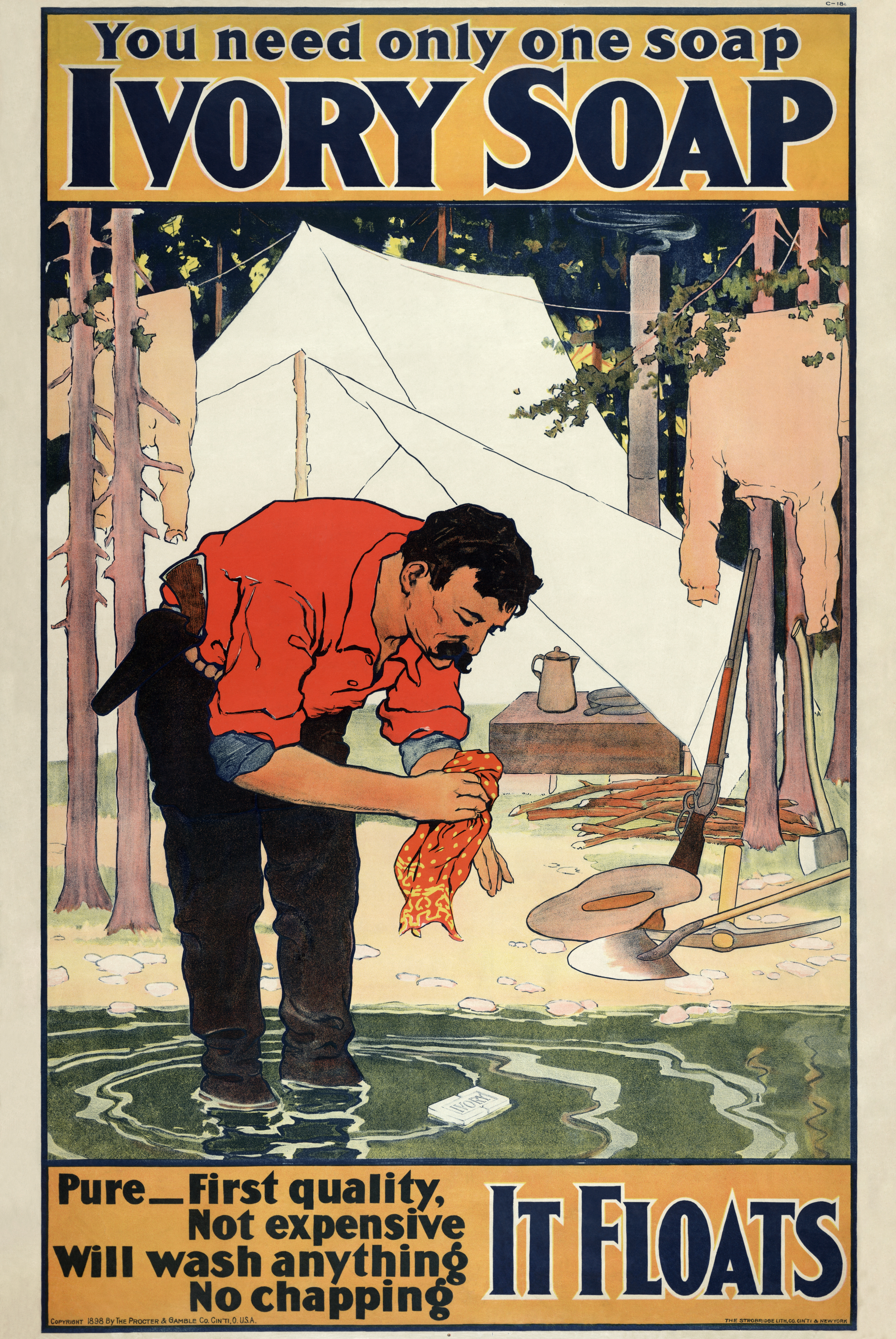
Реклама мыла, США. Художник неизвестен, 1898
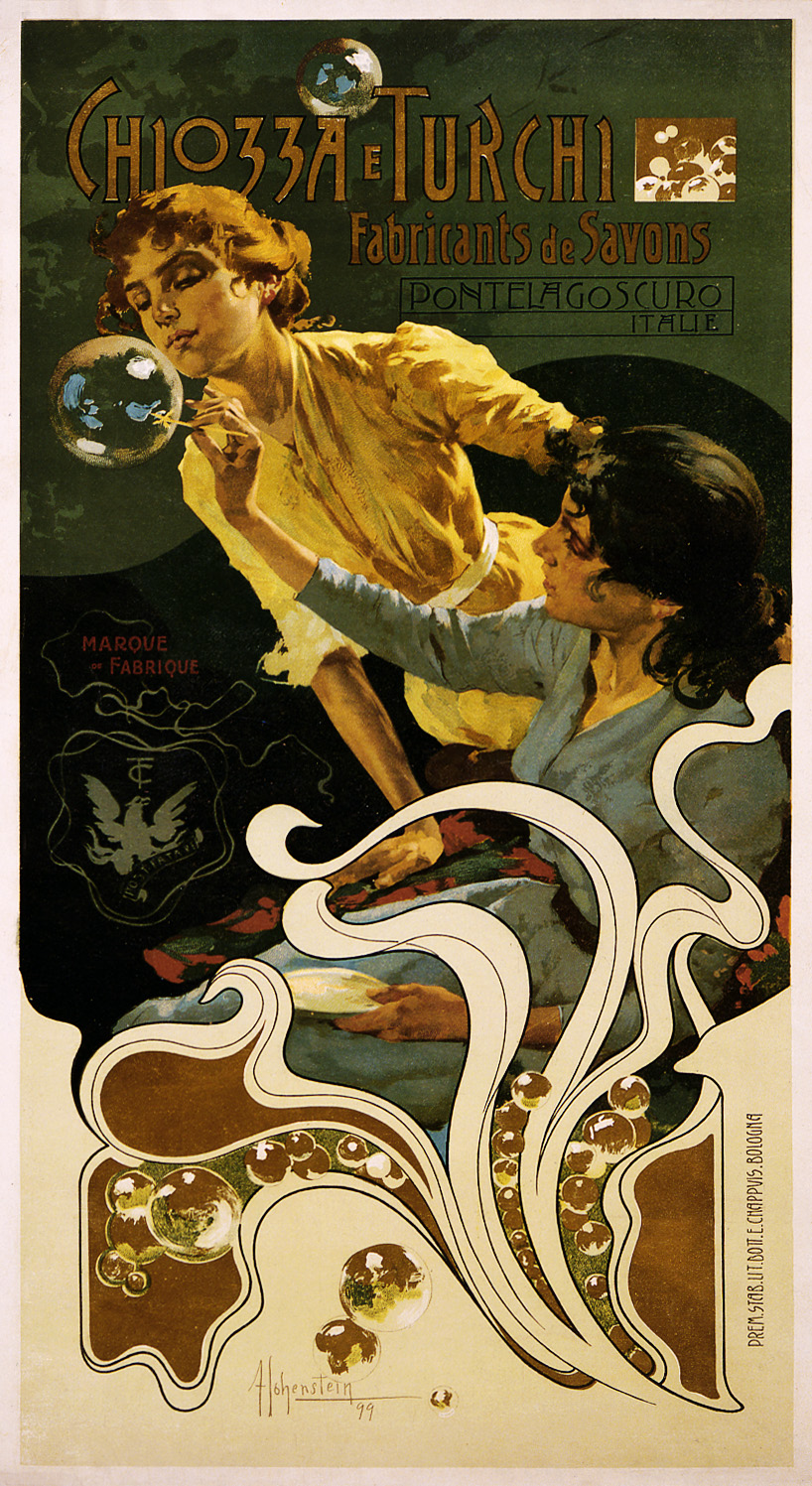
Реклама продукции мыловаренного завода, Франция. Адольфо Хохенстейн, 1899
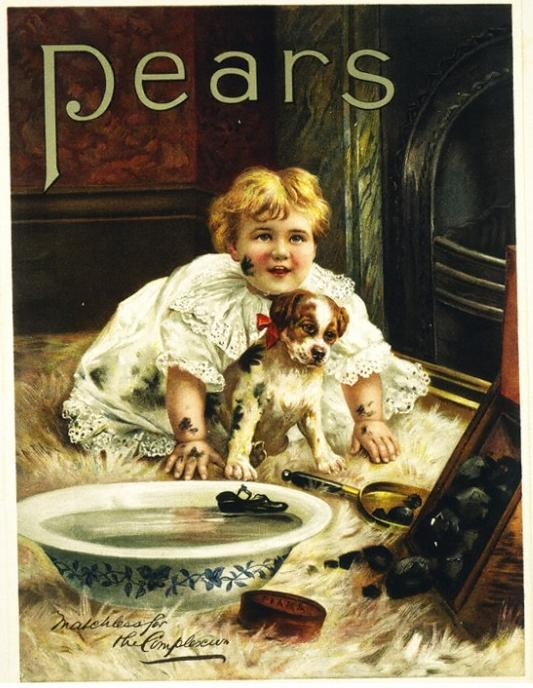
Реклама мыла, Англия. Художник неизвестен, 1900
Реклама духов Коти «Роза Жакмино», Аргентина. Леонетто Капиелло, 1904
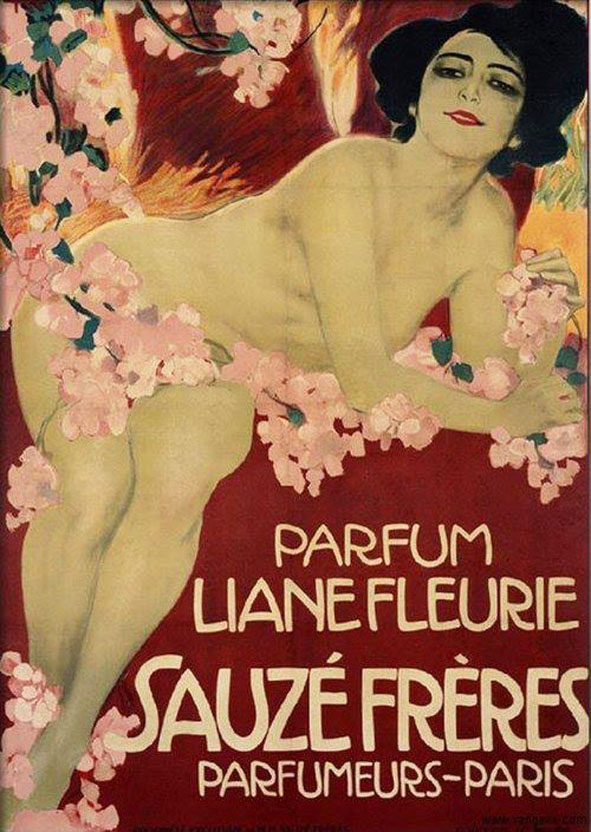
Реклама парфюмерии, Франция. Леопольд Метликовиц, 1911
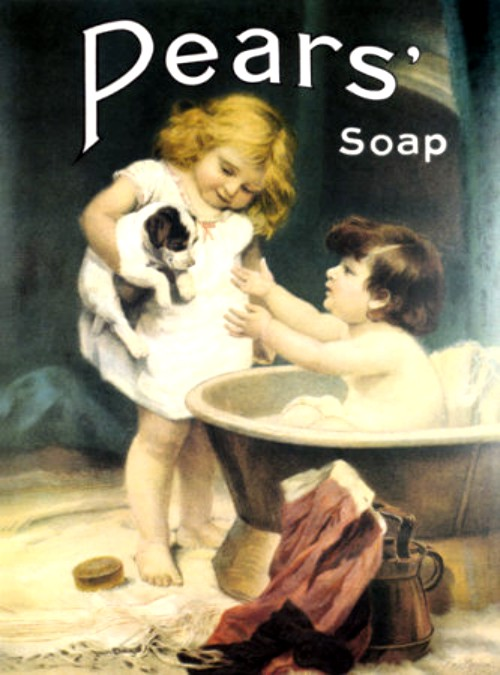
«Он следующий». Реклама мыла, Англия. Фредерик Морган, до 1915
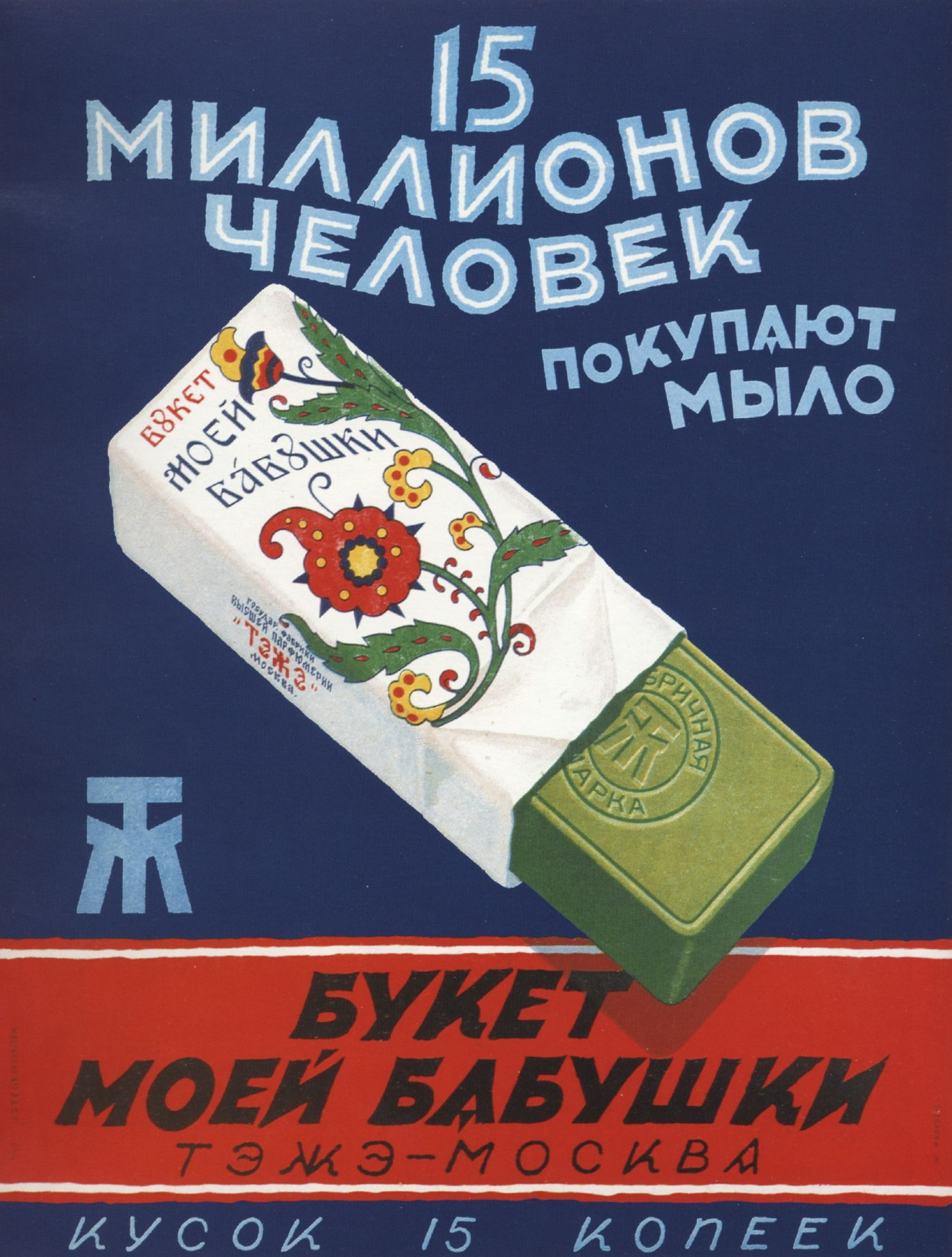
Реклама мыла, СССР. Художник неизвестен, 1928
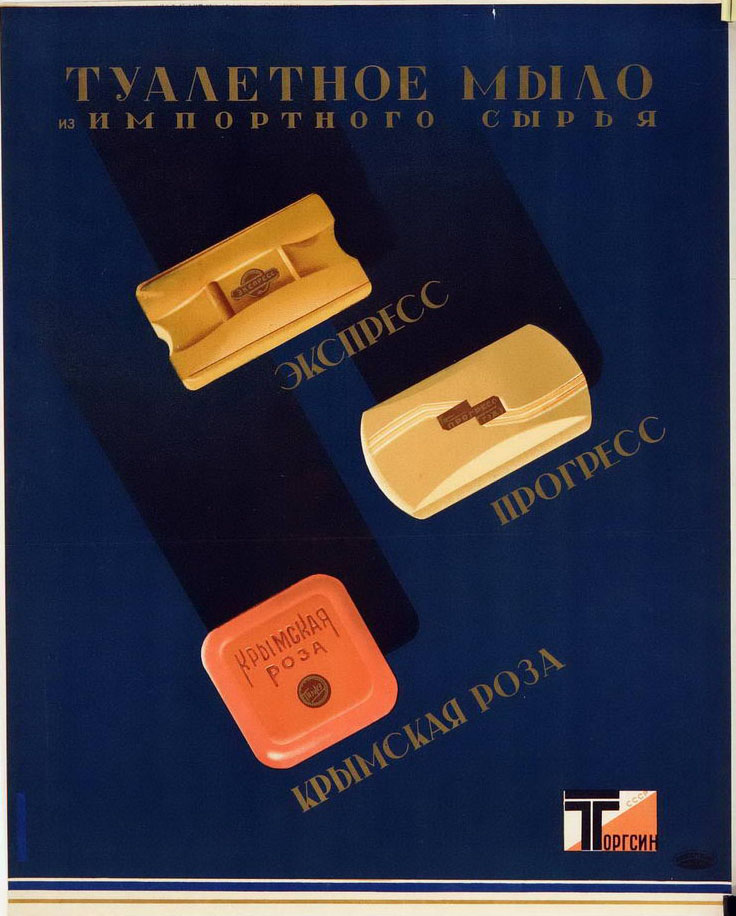
Реклама мыла, СССР. Художник неизвестен, 1936
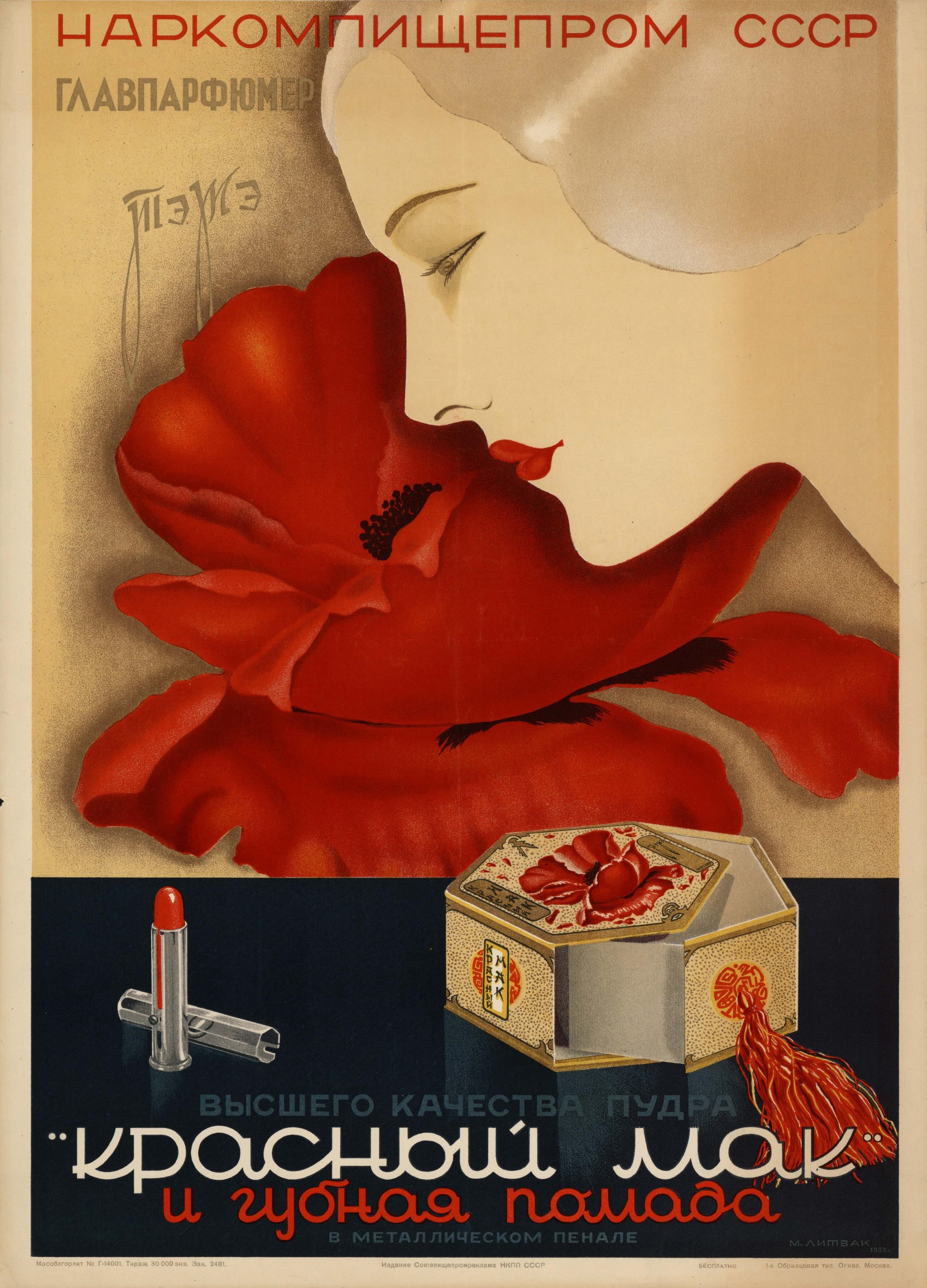
Реклама пудры и губной помады, СССР. Максим Литвак-Максимов, 1938
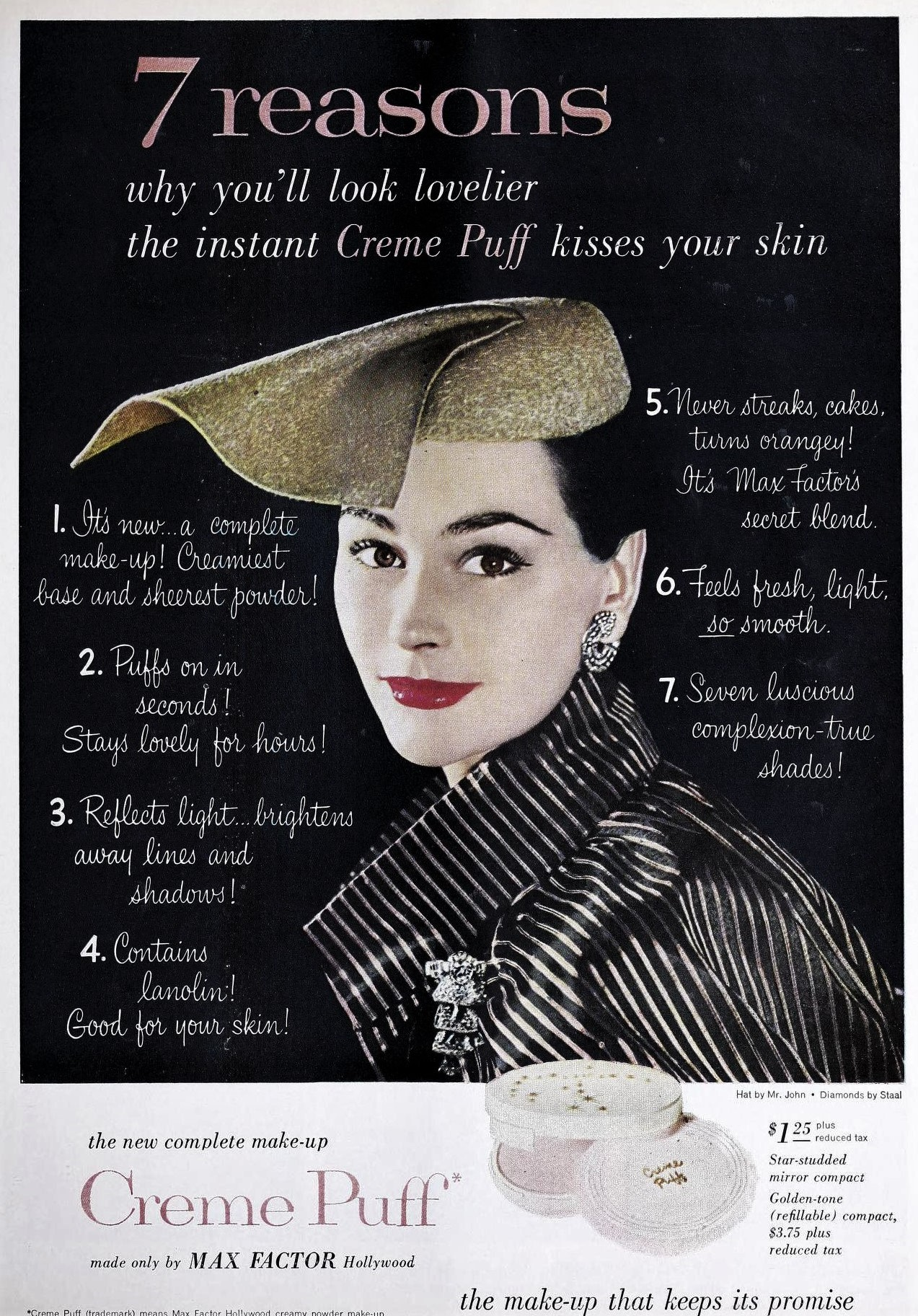
Реклама пудры для лица, США. Художник неизвестен, 1954

### Иные виды рекламы

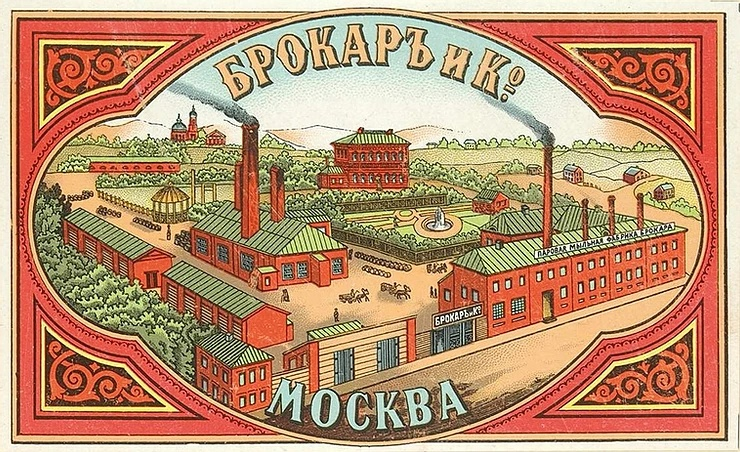
Производитель парфюмерной продукции в России компания «Брокар и Ко». Рекламная наклейка, 1870-е годы
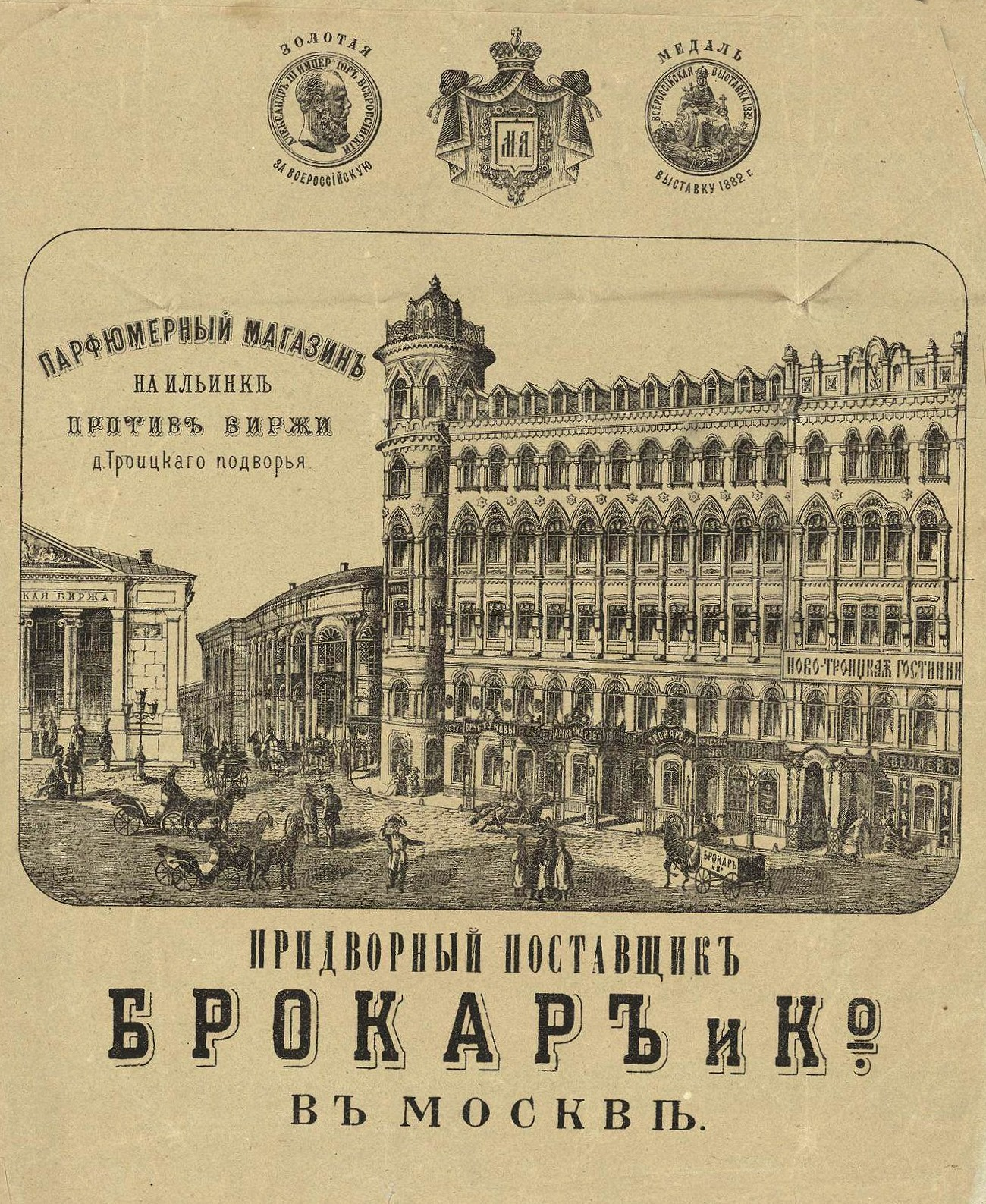
Компания «Брокар и Ко.» Парфюмерный магазин на улице Ильинке в Москве. Реклама конца XIX века